# I Gusti Ngurah Rai

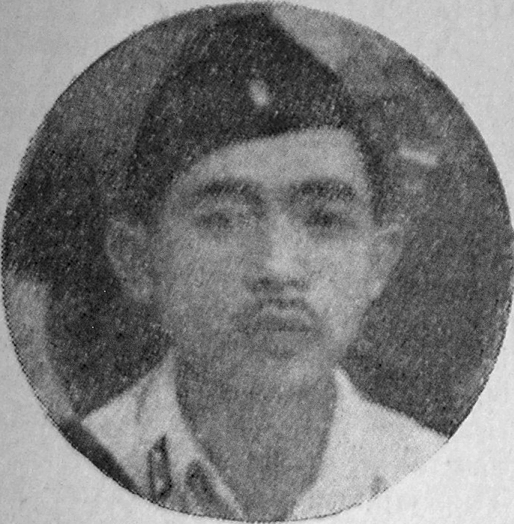
I Gusti Ngurah Rai

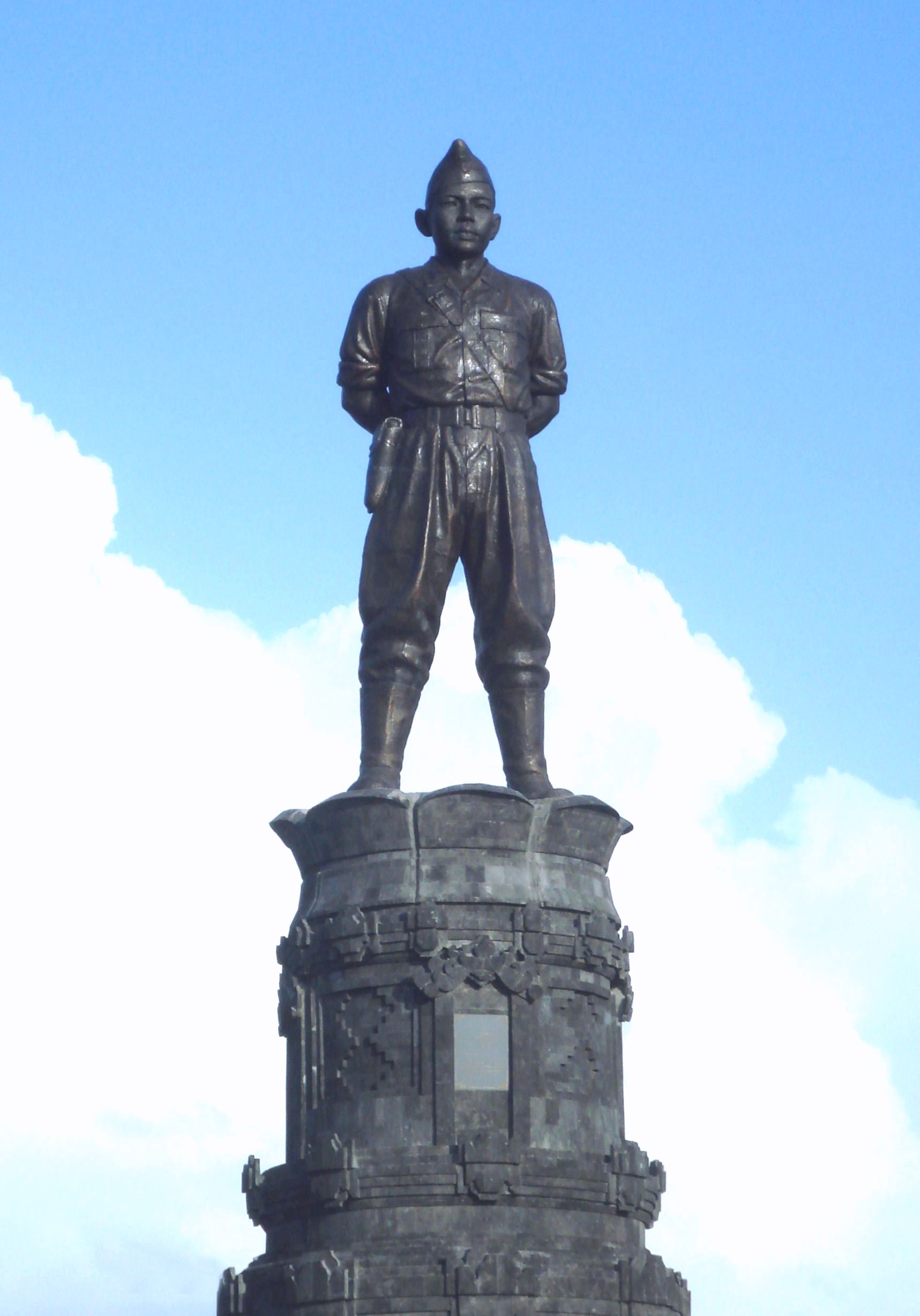
Statue von Ngurah Rai an der Zufahrtsstraße zum Flughafen in Bali

I Gusti Ngurah Rai (* 30. Januar 1917 in Desa Carangsari, Kabupaten Badung, Bali; † 20. November 1946 in Marga, Tabanan) war ein indonesischer Militär. Er ist ein Nationalheld Indonesiens. 

## Leben
Ngurah Rai war Oberstleutnant der indonesischen Streitkräfte im Kampf um die Unabhängigkeit gegen die niederländische Armee. 
Unter seinem Kommando traten balinesische Streitkräfte in den Unabhängigkeitskampf gegen die Niederländer, bis es zu einer Schlacht kam, bei der seine Truppe von Anfang an unterlegen war. Die rituelle Selbstopferung im Kampf in hoffnungsloser Lage (indonesisch puputan) beruht auf einer alten Tradition. Zusammen mit ihm kamen in dieser Schlacht von Marga 1371 Mitstreiter ums Leben. 
Nach I Gusti Ngurah Rai ist der internationale Flughafen von Bali, Bandar Udara Internasional Ngurah Rai benannt.